# Éditions Édite
Les Éditions Édite (dont le sigle du logo est e/dite ; également appelées E-dite ou E-Dite) sont une maison d'édition française dirigée par Jean-Christophe Pichon.

## Histoire
Fils de Jean-Charles Pichon et de France Guy, d'abord graphiste, puis publicitaire et éditeur de journaux, Jean-Christophe Pichon crée en juin 2000 la maison d'édition.
Les Éditions Édite développent une ligne éditoriale de cœur et de marges : histoire revisitée, beaux-arts stigmatisés, carnets, romans et récits, essais.
En 2013 la société est placée en liquidation judiciaire.

Extrait de l'éditorial

« Éditer des auteurs inclassables, sans dieu ni maître, c’est le choix d’Édite, né au début du troisième millénaire, dans une Europe fragmentée. Ni grand ni petit, plutôt maigre en regard des éditeurs gras, Édite ne se positionne nulle part, refuse d’être catalogué et considère que l’édition doit être éparpillée, transversale, transgressive, en aucun cas cantonnée dans une niche, ... seulement une immense étendue désertique, sur laquelle, outre planter de jeunes semences qui donneront naissance à des chênes centenaires, laisser gambader, patauger, ramper, toutes sortes de fauves, sénescents ou pubères, de pachydermes ou de dragons, une pleine ventrée d’animaux bizarres ou fantastiques ; laisser se recueillir les vagabonds, les ermites et les devins, sans idées préconçues pétries dans le marbre d’une pensée unique ; laisser s’épancher les poètes fous, les géniteurs, les bafouilleurs, les trublions ; bref toute une faune hétéroclite d’auteurs "sans domicile fixe". »

## Catalogue

### Principales publications
D’abord connu pour avoir réédité une vingtaine de titres d’André Héléna, auteur de romans noirs, dans les années cinquante et soixante, et publié la quasi-totalité des œuvres de Claude Sosthène Grasset d'Orcet, auteur d’articles publiés dans La Revue britannique entre 1870 et 1900, les éditions Édite ont publié entre autres des livres de photos, des voyages, les pays lusophones, le Pérou, l’Espagne, etc., des ouvrages plus rares dans le domaine ésotérique ou du langage. Des auteurs, tels Jean-Charles Pichon, Donnelly, Jean-Pierre Deloux ou Fergusson sont édités ou réédités.
À partir de 2007, les éditions Édite en coédition avec le CEE (Hôpital Sainte-Anne), publient un ensemble d’ouvrages, De l’art des fous à l’œuvre d’art, consacrés au fonds Sainte-Anne qui comprend environ 70 000 œuvres de présumés fous répartis sur un siècle et demi. Ainsi que des carnets, De l’écrit à l’image, réalisés par des créateurs actuels.

### Collections
Fin 2009, les éditions Édite ont publié environ 250 ouvrages dans des domaines divers :
- Histoire
- Roman, polar
- Beaux livres, photos
- Essais, sciences humaines
- Théâtre, poésie

### Quelques autres auteurs publiés
- Cinéma et littérature
  - Jean Rollin
- Ésotérisme, mythes, imaginaire, spiritualité
  - Jean-Charles Pichon
  - Claude Sosthène Grasset d'Orcet
  - Lauric Guillaud
  - Jean Parvulesco
  - Jean-François Lecompte
  - Odile Joguin
  - Richard Khaitzine
- Religion
  - Gilles Le Pape
- Romans et nouvelles
  - Michel Mourlet
  - Alexandre Mathis
  - Alexandre Astruc
  - Daniel S. Muage
  - François Rosset
- Polar
  - Frédéric H. Fajardie
  - Stéphane Bourgoin
- Théâtre
  - Jacques Mougenot
- Criminologie
  - Laetitia Michetti
- Documents
  - Silvia Radelli
  - Valéry Coquant
- Musique
  - Michel Marmin
- Écologie
  - Alain de Benoist
- Histoire, société
  - Mario Capraro
- Éros
  - Louis Védrines
- Photographie
  - Jorge Amat
  - Élizabeth Prouvost
  - Claude Alexandre[2]
  - Simone Simon (photographe)
  - Marc Gantier
- Érotisme et art
  - Jacques Henric
- Autre
  - Collaborations de Pierre Bourgeade, Catherine Robbe-Grillet, Philippe Sollers, Claude Louis-Combet, Jacques Laurent, Pierre Charras, Hervé Le Goff, Jean Streff, Michel Nuridsany, Patrick Roegiers et Henry Chapier à différents ouvrages.